# Campionati mondiali di ginnastica artistica 2014 - Anelli
La finale ad attrezzo agli anelli ai Campionati Mondiali 2014 si è svolta alla Guangxi Gymnasium di Nanning, Cina, l'11 ottobre 2014.

## Podio
| Oro           | Argento                | Bronzo                             |
| Liu Yang Cina | Arthur Zanetti Brasile | You Hao Denis Abljazin Cina Russia |

## Qualificazioni
| Pos. | Ginnasta               | Totale | Qual. |
| ---- | ---------------------- | ------ | ----- |
| 1    | Liu Yang               | 15.933 | Q     |
| 2    | Denis Abljazin         | 15.866 | Q     |
| 3    | Eleutherios Petrounias | 15.733 | Q     |
| 4    | Arthur Zanetti         | 15.716 | Q     |
| 5    | Courtney Tulloch       | 15.700 | Q     |
| 6    | Samir Ait Said         | 15.666 | Q     |
| 7    | You Hao                | 15.633 | Q     |
| 8    | Nikita Ignatyev        | 15.566 | Q     |
| 9    | Ihor Radivilov         | 15.533 | R1    |
| 10   | Ibrahim Colak          | 15.500 | R2    |
| 11   | Donnell Whittenburg    | 15.500 | R3    |

## Classifica
| Rank    | Gymnast                | D Score | E Score | Pen. | Total  |
| ------- | ---------------------- | ------- | ------- | ---- | ------ |
| Oro     | Liu Yang               | 6.900   | 9.033   | —    | 15.933 |
| Argento | Arthur Zanetti         | 6.800   | 8.933   | —    | 15.733 |
| Bronzo  | You Hao                | 7.000   | 8.700   | —    | 15.700 |
| Bronzo  | Denis Abljazin         | 6.800   | 8.900   | —    | 15.700 |
| 5       | Samir Aït Saïd         | 6.800   | 8.766   | —    | 15.566 |
| 6       | Courtney Tulloch       | 6.800   | 8.600   | —    | 15.400 |
| 6       | Eleutherios Petrounias | 6.700   | 8.700   | —    | 15.400 |
| 8       | Nikita Ignatyev        | 6.600   | 8.666   | —    | 15.266 |